# Zhao Youqin
En aquest nom xinès, el cognom és Zhao.
Zhao Youqin (xinès tradicional: 赵友钦)  (Comtat de Poyang, 26 de juliol de 1271 (Gregorià) - Longyou, c. 1335) va ser un matemàtic xinès.

## Vida i obra
Zhao va néixer durant la invasió de l'imperi mogol de Khublai Khan i de ben jove es va convertir en un eremita taoista. Era versat en els clàssics, en astronomia i en endevinació. Més endavant va ser patriarca de l'Escola Quanzhen, substituint Zhang Mo. El 1329 va ordenar el seu successor, Chen Zhixu.
Està acreditat que va escriure diversos llibres de taoisme i d'alquímia, però els únics llibres seus que es conserven son el Xian fo tongyuan (Fonaments comuns de l'ensenyament dels Immortals i dels Budhas) i el Ge xiang xin shu (Nou escrit sobre la imatge de l'alteració), que va transmetre al seu deixeble Zhang Jun qui el va publicar. El primer és un llibre de doctrina taoista on explica les bases de les religions taoista i budista i també algunes experiències personals esotèriques.
En una de les seccions del segon llibre, sobre el l'ajustament del calendari astronòmic, va referència a les aproximacions del valor del nombre Pi i afirma que des de Zu Chongzhi (segle VI) no s'ha fet cap intent de millorar el seu càlcul. Aleshores, fa el seu càlcul, inscrivint un octògon en un cercle i calculant la longitud del seu costat a partir de la longitud del costat del quadrat inscrit. Fent successives iteracions, arriba a un polígon de 16.384 costats i a un valor de {\displaystyle \pi } de 3,1415926. Tot i haver encertat en el seu resultat final, Zhao no explica ni registra adequadament tots els càlculs intermedis, cosa que fa molt difícil avaluar matemàticament el seu treball.